# Marijan Matković
Marijan Matković (Karlovac, 21. rujna 1915. – Zagreb, 31. srpnja 1985.), hrvatski književnik.

## Životopis
Pohađao je Klasičnu gimnaziju u Zagrebu koju je završio 1935. godine. Studirao je povijest umjetnosti i književnost u Beču i Parizu, diplomirao je na Pravnome fakultetu u Zagrebu. Od 1945. godine radio je na Radio Zagrebu, književni je tajnik "Nakladnog zavoda Hrvatske", te intendant u HNK u Zagrebu. 1961. je bio među utemeljiteljima časopisa Razreda za književnost HAZU Foruma. Poslije je i uređivao "Forum", a od 1974. do smrti vodio je "Zavod za književnost i teatrologiju JAZU".
Prvo je njegovo objavljeno djelo pjesnička zbirka Iz mraka u svjetlo.
Njegov dramski obiteljski ciklus "Igra oko smrti" svojevrsna je panorama predratnih i ratnih društveno-političkih previranja. Ovdje se posebno ističe drama Slučaj maturanta Wagnera koja govori o odnosu otac-dijete, o školstvu ondašnjega vremena, o građanskome moralu i slično. Valja podsjetiti i na dramu Krizantema iz istoga ciklusa, koju obilježava ratna tematika i čija se radnja odvija godine 1941.
Drugi je značajni dramski ciklus "I bogovi pate" (Heraklo, Prometej, Ahilova baština), u čijemu je središtu reinterpretacija antičkih mitova. Posebno je zanimljiva drama Heraklo u kojoj se nastoji skinuti aureola posvećenosti s mitskoga Herakla - mitski Heraklo, koji je u drami prikazan kao kameni kip, suprotstavlja se povijesnome Heraklu koji je u drami prikazan kao stari i reumatični starac. Povijesni Heraklo pošto-poto želi pobjeći od mitskih okvira koji ga dehumaniziraju i sprečavaju u svemu. Međutim, pobjedu odnosi mitski Heraklo koji je besmrtan (mitovi), dok povijesni Heraklo (reumatični starac, realnost) umire na lomači. Poanta je u tome da povijesni Heraklo ne može pobijediti mit jer mu je sudbina već mitski određena.
U ciklusu "Ikari bez krila" valja spomenuti dramu Vašar snova koja tematski obrađuje građansko društvo toga vremena u novim prilikama i prikazuje kako se oni - koji su ukorijenjeni u staro - nastoje snaći u novome. Rezultat je, naravno, negativan. Nimalo manju pažnju ne zaslužuje ni drama Na palubi, također iz spomenutoga ciklusa. Riječ je o drami Beckettova tipa (Beckettov antiteatar). Radnja se odvija na brodu, za koji se ne zna gdje je, ne zna se plovi li ili stoji, niti to je li u blizini kopna ili na otvorenome moru. Beckettov se utjecaj očituje u tome što su likovi prikazani groteskno, što besmisleno i pasivno čekaju, u tome što nema nikakvih događanja, u ograničenosti prostora (na brodu), također i u govoru likova koji je sveden na ponavljanje ispraznih fraza te u dijalozima koji su lišeni smislene strukture. Osim drama, pisao je i feljtone, eseje i kritike, putopise i likovne monografije te uređivao brojna izdanja hrvatskih pisaca.
Bio je u predsjedništvu Čakavskog sabora.

## Djela
Nepotpun popis:
- Slučaj maturanta Wagnera
- Rub zbilje
- Na kraju puta
- Heraklo
- Bezimena
- General i njegov lakrdijaš